# Новосельцы (Одесская область)
Новосельцы (укр. Новосільці) — село, относится к Раздельнянскому району Одесской области Украины.
Население по переписи 2001 года составляло 198 человек. Почтовый индекс — 67462. Телефонный код — 4853. Занимает площадь 0,225 км². Код КОАТУУ — 5123985603.

## История
В 1945 г. Указом ПВС УССР хутор Новые Зельцы переименован в Новосельцы.

## Местный совет
67462, Одесская обл., Раздельнянский р-н, с. Щербанка